# フォークランドオオカミ
フォークランドオオカミ（学名：Dusicyon australis）は、フォークランド諸島に固有で、同地で唯一の在来のイヌ科動物であったが、開拓移民による島の開発と狩猟などによって生息数を減らし、1876年に絶滅に追い込まれた。歴史時代におけるイヌ科の種の絶滅が確認されたのはこれが初めてである。Dusicyon属で唯一、現代に生息していた種であった。体長約90cm、体重約15kg程の中型犬並みの体躯であった。
伝統的には、クルペオギツネを含むスジオイヌ属Lycalopexに最も近縁であると考えられていた。しかし2009年に、DNA配列の分岐分析によって、最も近縁な現生種はタテガミオオカミであり、フォークランドオオカミとタテガミオオカミの分岐はおよそ670万年前であることが明らかになった。
本種は東フォークランド島と西フォークランド島の両方に生息していたが、1834年にフォークランド諸島を訪れたチャールズ・ダーウィンによれば、島間で分化があったかどうか不明確である。毛皮は黄褐色で、尾の先は白い。食性は不明だが、フォークランド諸島に在来齧歯類がいないことから、雁やペンギンのような地上営巣性鳥類、ジムシを含む昆虫を食べていたほか、海岸での腐肉食も行っていたと推定されている。巣穴に住んでいたと言われることもある。